# Umbrina cirrosa
Umbrina cirrosa är en fiskart som först beskrevs av Carl von Linné 1758.  Umbrina cirrosa ingår i släktet Umbrina och familjen havsgösfiskar. Inga underarter finns listade i Catalogue of Life.

## Bildgalleri

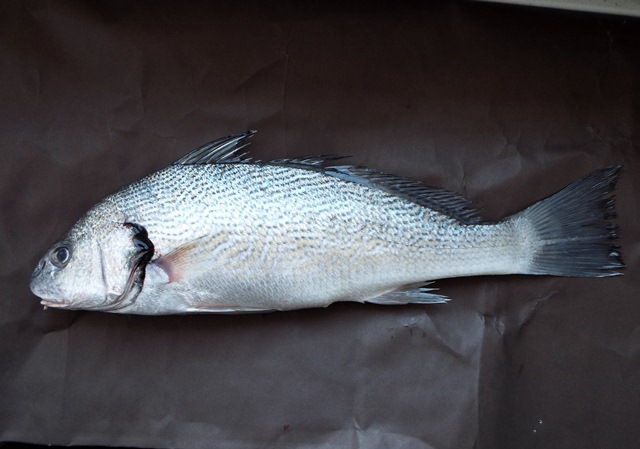